# Кантели, Маркос
Маркос Кантели (исп. Marcos Canteli; 1974, Бименес, Астурия) — испанский поэт.

## Биография
Изучал испанскую филологию в Овьедском университете. Защитил диссертацию по испанской поэзии постфранкистской эпохи (2008). Преподавал в Университете Дьюка, главный редактор сетевого журнала Семь из семи (см.: .

## Творчество
Минималистская лирика Кантели складывалась под влиянием Антонио Гамонеды. Он — переводчик стихов Роберта Крили и Джека Керуака. Сотрудничает с астурийскими художниками (Роберто Санхурхо и др.).

## Книги
- Reunión (1999)
- Enjambre (2003)
- Su sombrío (2005)
- Catálogo de incesantes (2008)
- Es brizna (2011)

## Признание
Поэтическая премия г. Бургос (2004). Стихи Кантели — вместе с Эленой Медель и Карлосом Пардо -вошли в книгу переводов Форреста Гандера на английский Three Spanish poets (2008).